# Ana de Armasová
Ana de Armasová, rodným jménem Ana Celia de Armas Caso, (* 30. dubna 1988 Santa Cruz del Norte) je kubánsko-španělská herečka, která na filmovém plátně debutovala v roce 2006 rolí Marie ve španělském romantickém dramatu Una rosa de Francia.
V roce 2017 si zahrála ve Villeneuvově sci-fi dystopii Blade Runner 2049.

## Mládí a vzdělání
Narodila se roku 1988 v kubánském městě Santa Cruz del Norte a vyrostla v havanské metropoli. Pro herectví se rozhodla ve dvanácti letech a následně vystudovala Národní divadelní školu v Havaně. Ve věku osmnácti let se přestěhovala do Španělska, kde započala a rozvinula svou profesionální dráhu.

## Herecká kariéra

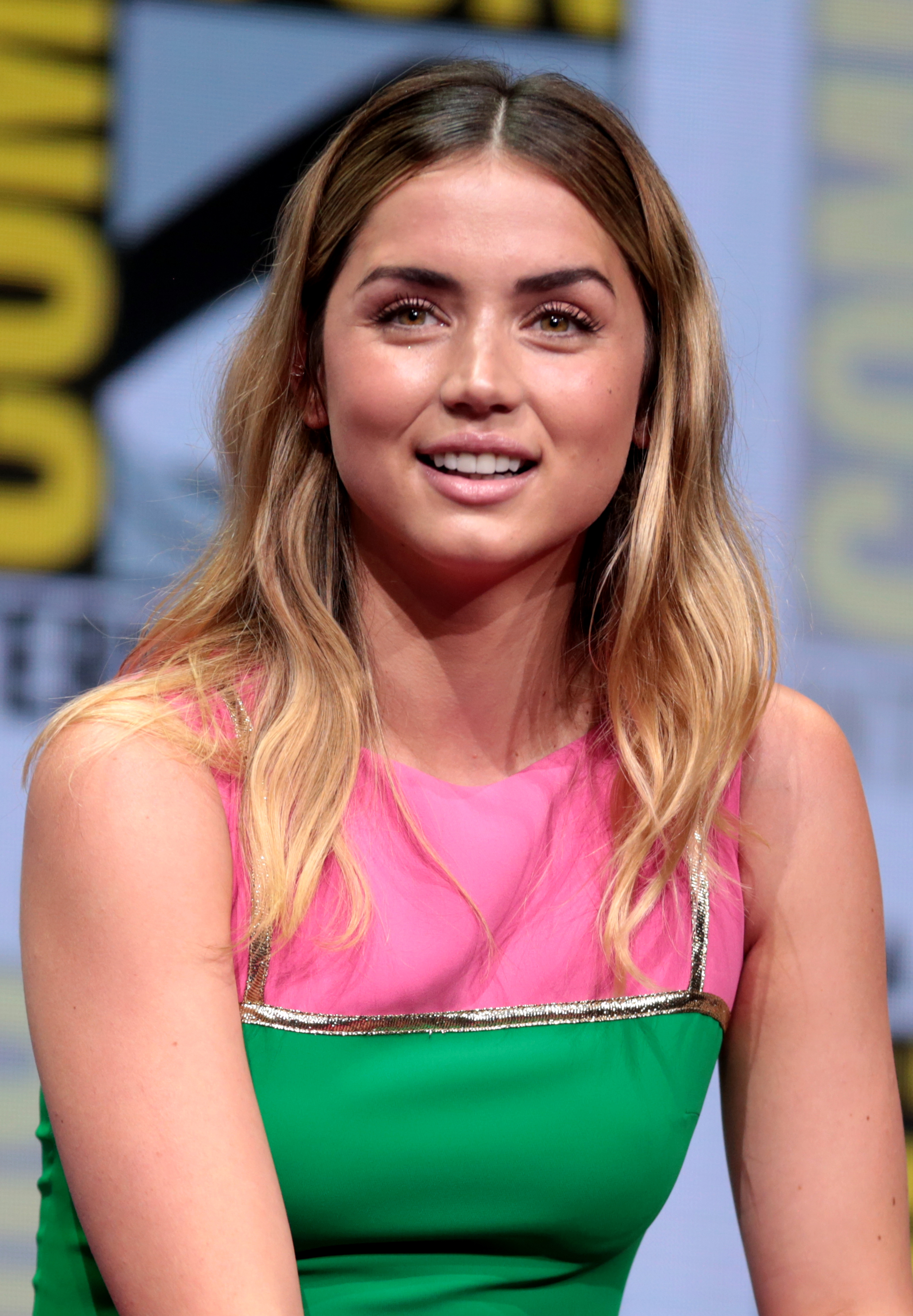
Ana de Armasová na Sandiegském konu 2017

Filmový debut prožila v šestnácti letech po boku Alexe Gonzáleze ve španělském milostném dramatu z roku 2006 Una rosa de Francia, kde byla obsazena do role Marie. O rok později na sebe poprvé výrazněji upozornila ve španělském televizním seriálu Internát produkovaném společností Globomedia, v němž ztvárnila jednu z hlavních postav Carolinu Lealovou Solísovou. Následně se objevila v komedii Mentiras y gordas (2009), televizní sérii Hispania, la leyenda (2010–2012), či hororovém snímku El callejón (2011).
V roce 2014 se z Pyrenejského poloostrova přemístila do kalifornského Los Angeles. V Hollywoodu pak získala úlohu v erotickém thrilleru Nebezpečné pokušení, kde se stala jednou ze dvou dívek, jež obtěžovaly opuštěného manžela v podání Keanu Reevese. Se stejným hercem si opět zahrála roku 2016 v mysteriózní krimi Exposed. V komediálním dramatu Týpci a zbraně se představila jako přítelkyně hlavního hrdiny Iz. Francouzský akční thriller Extrémní rychlost z roku 2017 jí přinesl roli Stephanie a v téže filmové sezóně ztvárnila Joi ve sci-fi dystopii Blade Runner 2049, sequelu natočeném třicet pět let po původním snímku Blade Runner. Roli Palomy – kontaktu CIA na Kubě, ztvárnila v bondovce Není čas zemřít po boku Daniela Craiga. V roce 2022 hrála Marilyn Monroe ve filmu Blondýnka.

## Soukromý život
V letech 2011–2013 byla provdána za španělského herce Marca Cloteta. Vzali se na pobřeží Costa Brava v červenci 2011. Pár se rozvedl začátkem roku 2013. Při natáčení filmu Deep Water v roce 2019 se seznámila s Benem Affleckem. Chodili spolu od března 2020 do ledna 2021.
De Armasová má dvojí občanství – kubánské a španělské. Ve svých šestadvaceti letech se přestěhovala do Spojených států amerických, kde v roce 2023 pobývala ve státě Vermont. Při rozhovoru ve Saturday Night Live 15. března 2023 prozradila, že americké občanství získá za tři týdny. V listopadu 2024 se objevily zprávy ohledně jejího milostného vztahu s Manuelem Anidem Cuestaem. Cuesta je nevlastním synem Miguelea Díaz-Canelea Bermúdeze, který přebíral moc na Kubě po rezignaci Castrova bratra Raúla v roce 2021.

## Filmografie

### Film
| Rok  | Název                  | Role                  | Poznámky                        |
| ---- | ---------------------- | --------------------- | ------------------------------- |
| 2006 | Una rosa de Francia    | Marie                 | v titulcích: Ana Celia de Armas |
| 2007 | Madrigal               | Stella Maris          | v titulcích: Ana Celia de Armas |
| 2009 | Mentiras y gordas      | Carola                |                                 |
| 2009 | Y de postre, qué       | dívka                 | krátkometrážní                  |
| 2009 | Ánima                  | Julieta               | krátkometrážní                  |
| 2011 | El callejón            | Rosa / Laura          |                                 |
| 2012 | Perrito chino          | Sabina                | krátkometrážní                  |
| 2013 | Faraday                | Inma Murga            |                                 |
| 2014 | Por un puñado de besos | Sol                   |                                 |
| 2015 | Nebezpečné pokušení    | Bel                   |                                 |
| 2015 | Anabel                 | Cris                  |                                 |
| 2016 | Krvavé zjevení         | Isabel de la Cruzová  |                                 |
| 2016 | Pěsti z kamene         | Felicidad Duránová    |                                 |
| 2016 | Týpci a zbraně         | Iz                    |                                 |
| 2017 | Extrémní rychlost      | Stephanie             |                                 |
| 2017 | Blade Runner 2049      | Joi                   |                                 |
| 2018 | Corazón                | Elena Ramírez         | krátkometrážní film             |
| 2019 | Yesterday              | Roxanne               | vymazaná scéna                  |
| 2019 | Na nože                | Marta                 |                                 |
| 2019 | Entering Red           |                       | krátkometrážní film             |
| 2019 | Kubánská spojka        | Ana Magarita Martinez |                                 |
| 2019 | Tři vteřiny            | Sofia Hoffmanová      |                                 |
| 2020 | Noční recepční         | Andrea                |                                 |
| 2020 | Sergio                 | Carolina Larriera     |                                 |
| 2021 | Není čas zemřít        | Paloma                |                                 |
| 2022 | Deep Water             | Melinda Van Allen     |                                 |
| 2022 | The Gray Man           | Dani Miranda          |                                 |
| 2022 | Blondýnka              | Marilyn Monroe        |                                 |
| 2023 | Ghosted                | Sadie Rhodes          |                                 |
| 2024 | Eden: Vítejte v ráji   | Eloise Bosquet        |                                 |
| 2025 | Balerína               | Eve Macarro           |                                 |

### Televize
| Rok       | Název                | Role                   | Poznámky          |
| --------- | -------------------- | ---------------------- | ----------------- |
| 2007      | El edén perdido      | Gloria                 | TV film           |
| 2007–2010 | Internát             | Carolina Leal Solísová | 56 dílů           |
| 2008      | Revelados            |                        |                   |
| 2010–2012 | Hispania, la leyenda | Nerea                  | 17 dílů           |
| 2011      | Actrices             | sama sebe              | minisérie, 2 díly |